# Friedrich Heinz Schmidt

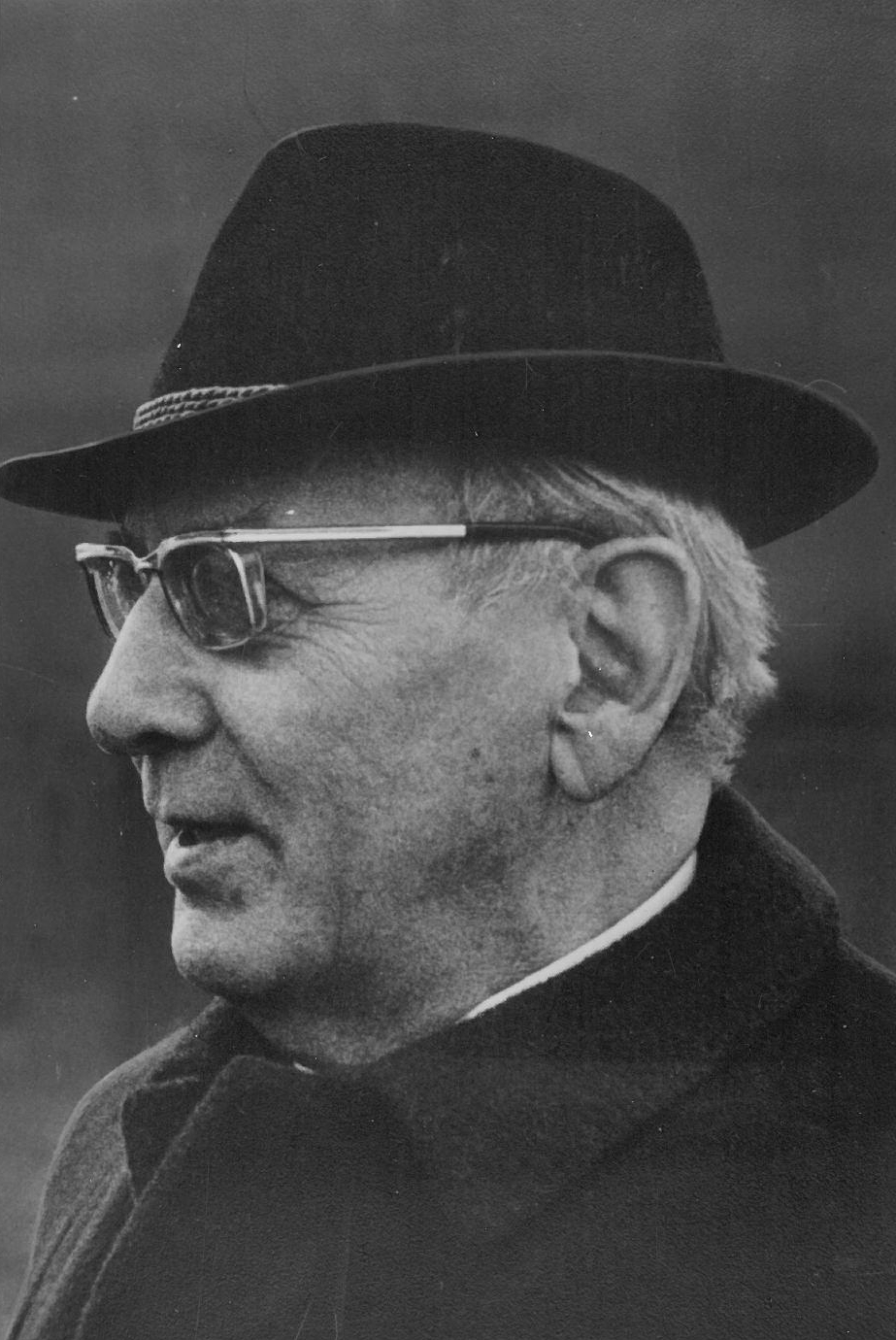
Heinz Friedrich Schmidt-Ebhausen

Friedrich Heinz Schmidt (auch Schmidt-Ebhausen, * 11. Oktober 1902 in Berlin; † 23. April 1971 in Ebhausen) war ein deutscher Germanist, Volkskundler und Heimatforscher.

## Jugend und Studium
Friedrich Heinz Schmidt wurde als Sohn eines Gymnasiallehrers in Berlin geboren. Nach seinem Abitur studierte er zunächst an der Universität Berlin Germanistik, Kulturgeschichte, Altertumskunde und Volkskunde mit dem Ziel einer Tätigkeit als Hochschullehrer. Infolge der finanziellen Unsicherheit nach dem Ersten Weltkrieg und der aufkommenden Inflation beschloss er, sein Studium nicht weiter zu führen. Er begann eine Banklehre, die er erfolgreich abschloss und arbeitete als Bankangestellter. Bedingt durch die einsetzende Hyperinflation wurde er entlassen und schlug sich fortan mit Gelegenheitsarbeiten durch.
Im Jahr 1925 setzte er sein Studium an der Universität Freiburg fort. Für den Lebensunterhalt und um sein Studium zu finanzieren, arbeitete er als Schriftsetzer in einer Druckerei.
In Freiburg lernte er Friederike Krauß kennen. 1926 heirateten die beiden dort. 1927 wurde Tochter Anne geboren. Im selben Jahr zog die Familie nach Ebhausen, in die Heimat von Friederike Krauß. Dort lebten sie mit den drei Schwestern und der Mutter im elterlichen Haus. Nach seiner Übersiedlung nach Ebhausen setzte Schmidt sein Studium an der Universität Tübingen fort.
Bereits während der Studienzeit in Tübingen befasste sich Heinz Schmidt intensiv mit der Geschichte von Ebhausen und dem lokalen Brauchtum. So sammelte er Flurnamen und sammelte Lieder, Sagen, Geschichten und Kinderreime, die im Ort und der Umgebung im Umlauf waren. Diese Sammlungen nutzte er für seine Dissertation mit dem Thema: Die Flurnamen der Dörfer Ebhausen, Rohrdorf, Walddorf im württembergischen Oberamt Nagold nach ihrer sprachlichen und siedlungsgeschichtlichen Bedeutung. Mit dieser Arbeit erlangte er im Jahr 1930 den Doktorgrad in Philosophie.

## Übersiedlung nach Berlin und Bayreuth
Nach der Promotion in Tübingen trat Friedrich Heinz Schmidt eine Stelle als wissenschaftlicher Assistent beim Atlas der deutschen Volkskunde (ADV) in Berlin an. Als Redakteur des Berliner Schwabenblattes veröffentlichte Heinz Schmidt auch dort Geschichtliches über Ebhausen. 1935 wurde die zweite Tochter Gertrud in Berlin geboren. 1935 zug die Familie nach Bayreuth. Dort war Schmidt Dozent an der Hochschule für Lehrerbildung (HfL). Ab 1944 diente er in der Wehrmacht. Schmidt wurde als Landesschütze und Gefreiter in Frankreich eingesetzt.

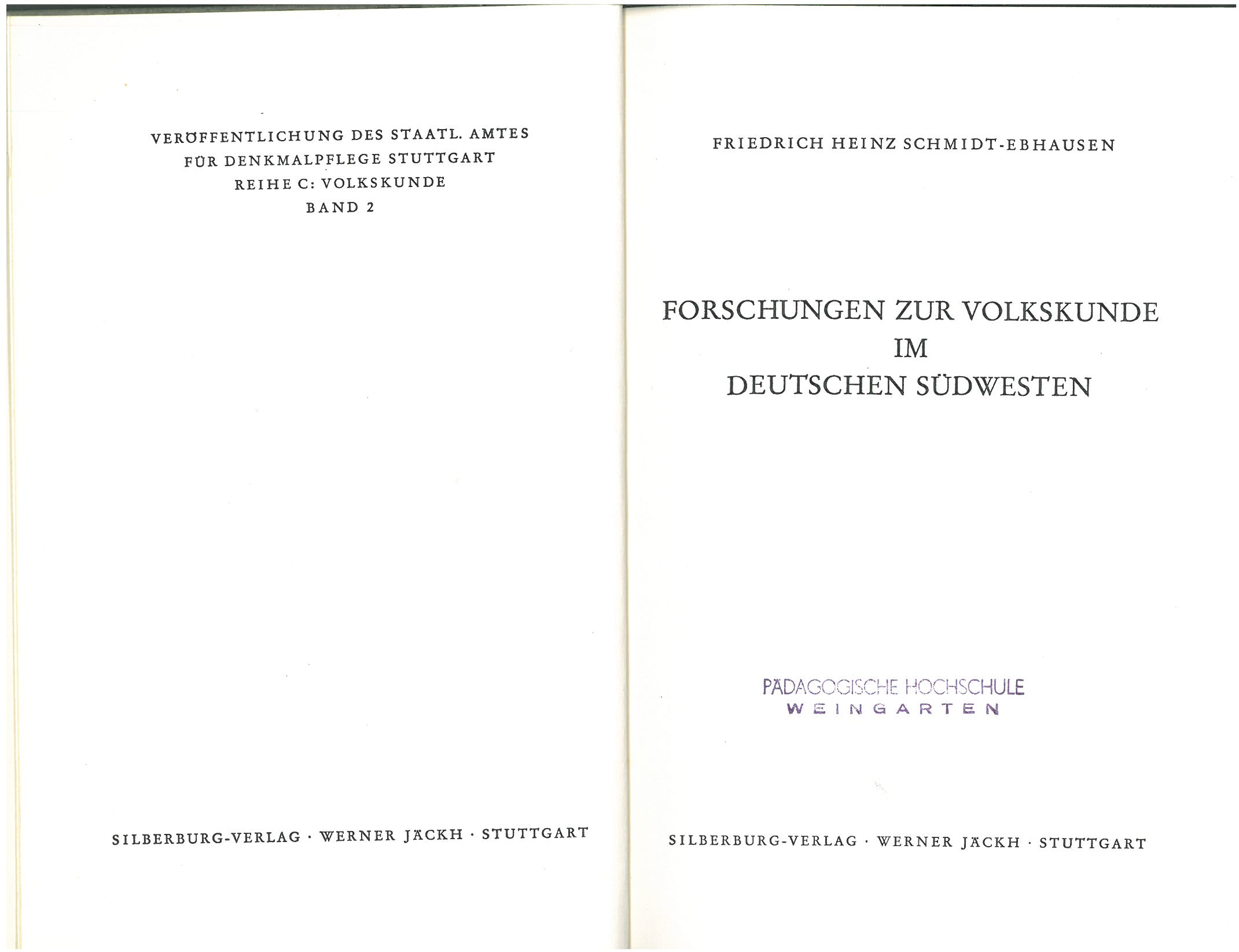
Buchtitelblatt "Forschungen zur Volkskunde im Deutschen Südwesten"

## Tätigkeit nach dem Zweiten Weltkrieg
Nach Internierung und Entlassung zog Heinz Schmidt im Jahr 1946 wieder nach Ebhausen. Seit Dezember 1945 hatten dort Frau und Kind Unterkunft bei der Mutter gefunden. Ebhausen wurde nun endgültiger Wohnort der Familie. Schmidt wurde 1946 wissenschaftlicher Mitarbeiter am Deutschen Volksliedarchiv in Freiburg im Breisgau und 1947 an der Württembergischen Landesstelle für Volkskunde in Stuttgart. Von 1950 bis 1952 war er Kreisheimatpfleger und Kreisbeauftragter des Schwäbischen Heimatbundes. Es folgen viele heimatgeschichtliche Veröffentlichungen in Tageszeitungen und Fachzeitschriften. 1953 konnte ein eigenes Haus in Ebhausen bezogen werden.
Von 1955 bis 1967 war Schmidt Dozent an den Pädagogischen Instituten bzw. Hochschulen Esslingen und Stuttgart.
Als Geschäftsführer der Landesstelle für ostdeutsche Volkskunde befasste sich Heinz Schmidt mit den Auswirkungen der Vertreibung auf das Volksleben der Flüchtlinge und Vertriebenen. Hier kümmerte sich Schmidt insbesondere um Veröffentlichungen zur verlorenen Heimat. So war er von 1951 bis 1961 ehrenamtlicher Geschäftsführer und Schatzmeister der Kommission für ostdeutsche Volkskunde und von 1951 bis 1969 Leiter der Landesstelle Stuttgart für ostdeutsche Volkskunde.
Der Schwerpunkt seiner Forschungen war jedoch der Ort Ebhausen. Die Erschließung der Ebhauser Kirchenkonvents-Protokollen und seine Arbeiten über die Geschichte der Ebhauser Kirche wurden in der einschlägigen Fachliteratur veröffentlicht ebenso wie andere zahlreiche Arbeiten über Ebhausen. Das von ihm herausgegebene Buch „Schwäbische Volkssagen“ enthält ebenfalls Sagen aus Ebhausen.
Heinz Schmidt starb am 23. April 1971 plötzlich und unerwartet, mitten in den Vorbereitungen zu einem Kreisheimatbuch. Sein schriftlicher Nachlass fand Aufnahme im Kreisarchiv Calw und steht für Forschungszwecke zur Verfügung.

## Schriften
- Geschichten um den Ebhauser Kirchturm. Ebhausen, Selbstverlag 1928
- Sitte und Brauch im Jahreslauf. Anleitungen zur Beobachtung und Darstellung aus Überlieferung und Gegenwart. Württembergische Landesstelle für Volkskunde, Stuttgart 1952
- Wildberg. Das Bergstädtchen an der Nagold. Schicksal einer schwäbischen Kleinstadt. Dieter Lauk, 1960
- Forschungen zur Volkskunde im deutschen Südwesten. - Veröffentlichungen der Staatl. Amtes für Denkmalpflege Stuttgart, Reihe C: Volkskunde, Band 2, Silberburg-Verlag, Werner Jäckh, Stuttgart 1963
- Die Evangelische Pfarrkirche zu Ebhausen und ihre drei Vorgängerinnen. in: Tausend Jahre wie ein Tag., Festschrift zur Hundertjahrfeier und Einweihung der erneuerten Evangelischen Pfarrkirche zu Ebhausen, Ebhausen 1963
- Hundert Jahre Liederkranz Ebhausen - Die Geschichte seiner Gründung. Festschrift, 1963
- Feuersnot und Feuerwehr in Ebhausen - Zur Geschichte der Freiwilligen Feuerwehr Ebhausen. Festschrift „90 Jahre Freiwillige Feuerwehr Ebhausen“, Ebhausen 1965
- Schwäbische Volkssagen vom Schwarzwald zum Allgäu vom Taubergrund zum Bodensee. W. Kohlhammer, Stuttgart 1966

## Aufsätze
- Eine 300-Jahrfeier des Hofes Monhardt, in "Der Gesellschafter", Nagold 6. April 1929
- Alte Ebhauser Marksteine, in "Der Gesellschafter", Nagold 18. April 1929
- Altes und Neues aus der Geschichte von Ebhausen, in "Aus dem Schwarzwald", Blätter des Württembergischen Schwarzwaldverein, 38. Jg. 1930, Nr. 2
- Das Wetzelslehen zu Ebhausen, in "Württemberg", 2. Jg. 1930, Heft 5
- Die Mühlen zu Wöllhausen, in "Der Gesellschafter", Nagold 17. Januar 1931
- Das Mannlehen zu Ebhausen, in "Der Gesellschafter", Nagold 27. Juni 1931
- Die Flurnamen der Dörfer Ebhausen, Rohrdorf und Walddorf, Oberamt Nagold, "Verlag der Heimatblätter vom oberen Neckar", Oberndorf am Neckar, 1932
- Flurnamen-Sagen und ihre Entstehung - Beispiele aus der Gegend von Ebhausen, in "Schwarzwälder Post", Oberndorf am Neckar, Enz-Nagold-Ausgabe, 26. November 1948 und 3. Dezember 1948
- Das Fackeln - Ein alter Weihnachtsbrauch im Calwer Bezirk, in "Schwarzwälder Post", Oberndorf am Neckar, Enz-Nagold-Ausgabe, 24. Dezember 1948
- Bilder aus dem alten Ebhausen, in "Evangelisches Gemeindeblatt für Württemberg", Stuttgart, Ortsbeilage Ebhausen, 6 Folgen, vom März bis August 1949
- Der Kirchturm zu Ebhausen, in "Nagolder Gesellschafter", Beiblatt zur "Schwarzwälder Post", Oberndorf am Neckar, Nagold-Enz-Bote, 11. November 1949
- Wo liegt Wöllhausen? in "Nagolder Gesellschafter", Beiblatt zur "Schwarzwälder Post", Oberndorf am Neckar, Nagold-Enz-Bote, 25. November 1949
- Klosabend - Eine heimatkundliche Betrachtung zum Nikolaustag, in "Nagolder Gesellschafter", Beiblatt zur "Schwarzwälder Post", Oberndorf am Neckar, Nagold-Enz-Bote, 0. Dezember 1949
- Das Fackeln, in "Nagolder Gesellschafter", Beiblatt zur "Schwarzwälder Post", Oberndorf am Neckar, 5 Jg. Nr. 154 vom 24. Dezember 1949
- Was sich liebt, das neckt sich - Orts- und Nachbarschaftsneckereien in unserer Heimat, in "Der Gesellschafter", Nagold "Schwarzwälder Post", Oberndorf am Neckar, 7 Folgen vom 28. Januar bis 6. Mai 1950
- Auf heimatlichen Fluren - Ebhauser Flurnamen erklärt, in "Evangelisches Gemeindeblatt für Württemberg", Stuttgart, Ortsbeilage Ebhausen, 4 Folgen, vom März bis Mai 1950
- Ebhauser Fasnet von 250 Jahren, in "Der Gesellschafter", Beiblatt zur "Schwarzwälder Post", Oberndorf am Neckar, vom 18. Februar 1950
- Was das alte Kirchenbuch erzählt, in "Melodie der Heimat", Beilage zur "Schwarzwälder Post", Oberndorf am Neckar, Nr. 12 vom 23. März 1950
- Die 100-jährige Straße - im Jahre 1850 wurde die Straße Nagold-Altensteig eingeweiht, in "Der Gesellschafter", Nagold, "Schwarzwälder Post", Oberndorf am Neckar, vom 15. April 1950
- Heimatliche Pfingstbräuche, in "Der Gesellschafter", Nagold, "Schwarzwälder Post", Oberndorf am Neckar, vom 27. Mai 1950
- Sagen unserer Heimat, in "Der Gesellschafter", Nagold, "Schwarzwälder Post", Oberndorf am Neckar, 7 Folgen vom 17. Juni bis 29. Juli 1950.
- Ebhausen von 250 Jahren, in "Evangelisches Gemeindeblatt für Württemberg", Stuttgart, Ortsbeilage Ebhausen, August bis Dezember 1950
- Heimatliche Weihnachtsbräuche, in "Aus den Tannen", Altensteig, Nr. 4, Dezember 1950
- Durchspinnet, Klöpfelnacht und Stephansreiten - Alte Weihnachtsbräuche ums obere Nagoldtal von 50 Jahren, in "Schwarzwald-Echo", Altensteiger und Nagolder Zeitung, Nagold, 23.12.1950
- Unsere Ebhauser Pfarrer - eine Pfarrchronik über fünf Jahrhunderte, "Evangelisches Gemeindeblatt für Württemberg", Stuttgart, Ortsbeilage Ebhausen, Januar bis Mai 1952
- Maienstecken und Pfingstbutz - Maibrauchtum in unserer Heimat einst und jetzt, in "Aus den Tannen", Altensteig, Nr. 9, Mai 1951 und in "Aus der Heimat", Calw, Nr. 1, Mai 1951
- Fundberichte - Ebhausen und Sulz am Eck, in "Aus den Tannen", Altensteig, Nr. 11, Juli 1951 und in "Aus der Heimat, Calw, Nr. 3, Juli 1951
- Von Volksart und Volksbrauch im Kreis Calw, in "Württemberger Land", 1953
- Das Fackeln - Ein "uralter" Brauch im Kreise Calw?, in "Schwäbische Heimat", 5. Jg. 1954, Heft 3
- 1455–1955 Ein Gedenkjahr der Kirche zu Ebhausen, in "Schwäbische Heimat", 6. Jg. 1955, Heft 4
- Ein Gedenkjahr der Kirche zu Ebhausen, in "Nagolder Anzeiger", Nagold, "Schwarzwald-Echo", Altensteig, "Calwer Tagblatt" Calw, 11. Jg., Nr. 87 vom 16. April 1955
- Die neuen Straßennamen in Ebhausen (Krs. Calw), in "Mitteilungsblatt der Gemeinde Ebhausen", Nr. 27, vom 5. November 1958
- Volksbrauch im Wandel - Einflüsse der Gegenwart in der Brauchüberlieferung, dargestellt an zwei örtlichen Beispielen, in "Württembergisches Jahrbuch für Volkskunde" 1959/60, W.Kohlhammer Verlag Stuttgart
- Zusammenhänge mit der Remigiuskirche - Ausgrabungen in der Evang. Pfarrkirche in Ebhausen, in "Der Gesellschafter", 127 Jg., Nr. 274, vom 28. November 1961
- Die Ausgrabungen in der Evang. Pfarrkirche in Ebhausen - 2. Bericht, in "Nagolder Anzeiger", 18. Jg., Nr. 14, vom 18. Januar 1962
- Die Pfarrkirche zu Ebhausen - Ebhauser Grabungen unter dem Aspekt der Weltgeschichte, in "Schwarzwälder Bote - der Gesellschafter", Nagold, 4. oder 5. Oktober 1963
- Die Evangelische Pfarrkirche zu Ebhausen, in "Nagolder Anzeiger", 19. Jg, Nr. 40, vom 16. Februar 1963
- Tausendjährige Zeuge im Baugrund - Die Evangelische Pfarrkirche in Ebhausen, in "Schwarzwälder Bote" - "Der Gesellschafter", Nagold, 129 Jg, Nr. 40, vom 16./17. Februar 1963
- Vierhundert Jahre Volkschule in Ebhausen - Zur Einweihung des neuen Schulhauses, in "Schwarzwälder Bote - der Gesellschafter", Nagold, 129 Jg., vom 8. Juni 1963 und in "Nagolder Anzeiger" und "Schwarzwaldecho", Altensteig, 19. Jg., Nr. 131, vom 8. Juni 1963
- Die Orgeln der evangelischen Pfarrkirche in Ebhausen, in "Schwarzwälder Bote - der Gesellschafter", Nagold. Nr. 283 vom 5. Dezember 1964 und "Nagolder Anzeiger", 20. Jg., Nr. 282 vom 5. Dezember 1964 und "Evangelisches Gemeindeblatt für Württemberg", Ortsbeilage Ebhausen, Dezember 1964
- Zeichen und Inschriften an unserer Kirche, in "Evangelisches Gemeindeblatt für Württemberg", Ortsbeilage Ebhausen, Februar 1965
- Volkstümliche Überlieferung in Sprache, Sitte und Sage im Nagoldgau des Schwarzwaldvereins, in "Der Schwarzwald", Freiburg i. Br., Jg. 1968, Heft 1
- Heimat im Luftbild - Ebhausen, in "Schwarzwälder Bote" (Calwer Kreiszeitung), Nr. 211 vom 12. September 1968